# Charles Addo Odametey
Charles Addo Odametey (Acra, Costa de Oro británica, 23 de febrero de 1937-Acra, Ghana, 29 de diciembre de 2006) fue un futbolista de Ghana que jugó en la posición de defensa.

## Carrera

### Club
Jugó toda su carrera con el Accra Hearts of Oak SC de 1955 a 1970, equipo con el que fue campeón nacional en tres ocasiones.

### Selección nacional
Considerado como una de las originales Estrellas Negras, jugó para Ghana en 28 ocasiones de 1960 a 1968 y anotó dos goles; participó en tres ediciones de la Copa Africana de Naciones saliendo campeón en dos de ellas, y en dos ediciones de los Juegos Olímpicos.

## Logros

### Club
- Liga de fútbol de Ghana (3): 1956, 1958, 1961–62

### Selección nacional
- Copa Africana de Naciones (2): 1963, 1965